# ISO 3166-2:BD
ISO 3166-2 données pour le Bangladesh

## Mise à jour
```
ISO 3166-2:2002-05-21
 n°2
```

## Divisions (8)bn:bibhag
| Code | Subdivision | Subdivision en bengali |
| ---- | ----------- | ---------------------- |
| BD-A | Barisal     | বরিশাল                   |
| BD-B | Chittagong  | চট্টগ্রাম                 |
| BD-C | Dhaka       | ঢাকা                     |
| BD-D | Khulna      | খুলনা                    |
| BD-H | Mymensingh  | ময়মনসিংহ                 |
| BD-E | Rajshahi    | রাজশাহী                   |
| BD-F | Rangpur     | রংপুর                    |
| BD-G | Sylhet      | সিলেট                    |

## Districts (64)bn:zila
```
  district               division
BD-05  
Bagerhat
        4
BD-01  
Bandarban
       2
BD-02  
Barguna
         1
BD-06  
Barisal
         1
BD-07  
Bhola
           1
BD-03  
Bogra
           5
BD-04  
Brahmanbaria
    2
BD-09  
Chandpur
        2
BD-10  
Chittagong
      2
BD-12  
Chuadanga
       4
BD-08  
Comilla
         2
BD-11  
Cox's Bazar
     2
BD-13  
Dhaka
           3
BD-14  
Dinajpur
        5
BD-15  
Faridpur
        3
BD-16  
Feni
            2
BD-19  
Gaibandha
       5
BD-18  
Gazipur
         3
BD-17  
Gopalganj
       3
BD-20  
Habiganj
        6
BD-24  
Jaipurhat
       5
BD-21  
Jamalpur
        3
BD-22  
Jessore
         4
BD-25  
Jhalakati
       1
BD-23  
Jhenaidah
       4
BD-29  
Khagrachari
     2
BD-27  
Khulna
          4
BD-26  
Kishoreganj
     3
BD-28  
Kurigram
        5
BD-30  
Kushtia
         4
BD-31  
Lakshmipur
      2
BD-32  
Lalmonirhat
     5
BD-36  
Madaripur
       3
BD-37  
Magura
          4
BD-33  
Manikganj
       3
BD-39  
Meherpur
        4
BD-38  
Moulvibazar
     6
BD-35  
Munshiganj
      3
BD-34  
Mymensingh
      3
BD-48  
Naogaon
         5
BD-43  
Narail
          4
BD-40  
Narayanganj
     3
BD-42  
Narsingdi
       3
BD-44  
Natore
          5
BD-45  
Nawabganj
       5
BD-41  
Netrakona
       3
BD-46  
Nilphamari
      5
BD-47  
Noakhali
        2
BD-49  
Pabna
           5
BD-52  
Panchagarh
      5
BD-51  
Patuakhali
      1
BD-50  
Pirojpur
        1
BD-53  
Rajbari
         3
BD-54  
Rajshahi
        5
BD-56  
Rangamati
       2
BD-55  
Rangpur
         5
BD-58  
Satkhira
        4
BD-62  
Shariatpur
      3
BD-57  
Sherpur
         3
BD-59  
Sirajganj
       5
BD-61  
Sunamganj
       6
BD-60  
Sylhet
          6
BD-63  
Tangail
         3
BD-64  
Thakurgaon
      5
```